# Gran Premio de China de Motociclismo
El Gran Premio de China de Motociclismo fue una carrera de motociclismo de velocidad que se celebró desde el año 2005 hasta el 2008 como evento puntuable del Campeonato Mundial de Motociclismo. Se disputaba en el Circuito Internacional de Shanghái en el mes de mayo.

## Ganadores del Gran Premio de China de Motociclismo

### Ganadores múltiples (pilotos)
| # Victorias | Piloto          | Victorias | Victorias    |
| # Victorias | Piloto          | Categoría | Años ganador |
| ----------- | --------------- | --------- | ------------ |
| 2           | Casey Stoner    | MotoGP    | 2007         |
| 2           | Casey Stoner    | 250 cc    | 2005         |
| 2           | Mika Kallio     | 250 cc    | 2008         |
| 2           | Mika Kallio     | 125 cc    | 2006         |
| 2           | Valentino Rossi | MotoGP    | 2005, 2008   |

### Ganadores múltiples (constructores)
| # Victorias | Constructores | Victorias | Victorias        |
| # Victorias | Constructores | Categoría | Años ganador     |
| ----------- | ------------- | --------- | ---------------- |
| 5           | Aprilia       | 250 cc    | 2005, 2006, 2007 |
| 5           | Aprilia       | 125 cc    | 2005, 2008       |
| 2           | KTM           | 250 cc    | 2008             |
| 2           | KTM           | 125 cc    | 2006             |
| 2           | Yamaha        | MotoGP    | 2005, 2008       |

### Por año
| Año  | Circuito | 125 cc         | 125 cc      | 250 cc         | 250 cc      | MotoGP          | MotoGP      |
| Año  | Circuito | Piloto         | Constructor | Piloto         | Constructor | Piloto          | Constructor |
| ---- | -------- | -------------- | ----------- | -------------- | ----------- | --------------- | ----------- |
| 2008 | Shanghái | Andrea Iannone | Aprilia     | Mika Kallio    | KTM         | Valentino Rossi | Yamaha      |
| 2007 | Shanghái | Lukáš Pešek    | Derbi       | Jorge Lorenzo  | Aprilia     | Casey Stoner    | Ducati      |
| 2006 | Shanghái | Mika Kallio    | KTM         | Hector Barbera | Aprilia     | Dani Pedrosa    | Honda       |
| 2005 | Shanghái | Mattia Pasini  | Aprilia     | Casey Stoner   | Aprilia     | Valentino Rossi | Yamaha      |

- Datos: Q909952
- Multimedia: Chinese motorcycle Grand Prix / Q909952